# Royal Aircraft Factory R.E.8
El Royal Aircraft Factory R.E.8 fue un avión de reconocimiento y bombardeo biplano biplaza británico de la Primera Guerra Mundial, diseñado y producido por la Royal Aircraft Factory. Construido bajo contrato por Austin Motors, Daimler, Standard Motors, Siddeley-Deasy y Coventry Ordnance Works.
Ideado como un reemplazo del vulnerable B.E.2, el R.E.8 fue considerado ampliamente como más difícil de volar, y se ganó una reputación en el Real Cuerpo Aéreo de “inseguro” que nunca se disipó del todo. Aunque finalmente proporcionó un servicio razonablemente satisfactorio, nunca fue un avión de combate sobresaliente. Sin embargo, permaneció como el avión estándar de reconocimiento y observación artillera británico desde mitad de 1917 al final de la guerra, sirviendo junto con el más popular Armstrong Whitworth F.K.8.
Finalmente se produjeron más de 4000 R.E.8; entraron en servicio en una variedad de teatros diferentes, incluyendo Italia, Rusia, Palestina y Mesopotamia, así como en el Frente Occidental. El R.E.8 fue rápidamente retirado del servicio tras el final del conflicto, época en que estaba considerado como totalmente obsoleto.

## Desarrollo

### Antecedentes
El diseño de un nuevo modelo había comenzado a finales de 1915, por lo que era conceptualmente, como mínimo, casi contemporáneo a los B.E.12 y B.E.2e (como estos modelos anteriores, fue diseñado para tener estabilidad inherente, en consonancia con la creencia dominante de preguerra de la necesidad de estabilidad para realizar las tareas de observación aérea).
El B.E.2 ya había sido objeto de una considerable crítica y se realizó un esfuerzo deliberado para corregir cada defecto de los modelos anteriores. En particular, el motor más potente estaba destinado a mejorar los endebles velocidad y régimen de ascenso del B.E.2 y para permitir una mejor carga útil; eso permitió al modelo operar como un biplaza verdadero, puesto que el observador ya no tenía que quedarse en casa cuando se llevaban bombas o una carga completa de combustible, no había necesidad de que su asiento estuviera en el centro de gravedad (como resultado, ahora podía estar sentado detrás del piloto, en la situación apropiada para operar una ametralladora defensiva). Otra consecuencia de la potencia motriz adicional fue la posibilidad de equipar al piloto con un arma montada delante.

### Diseño y pruebas

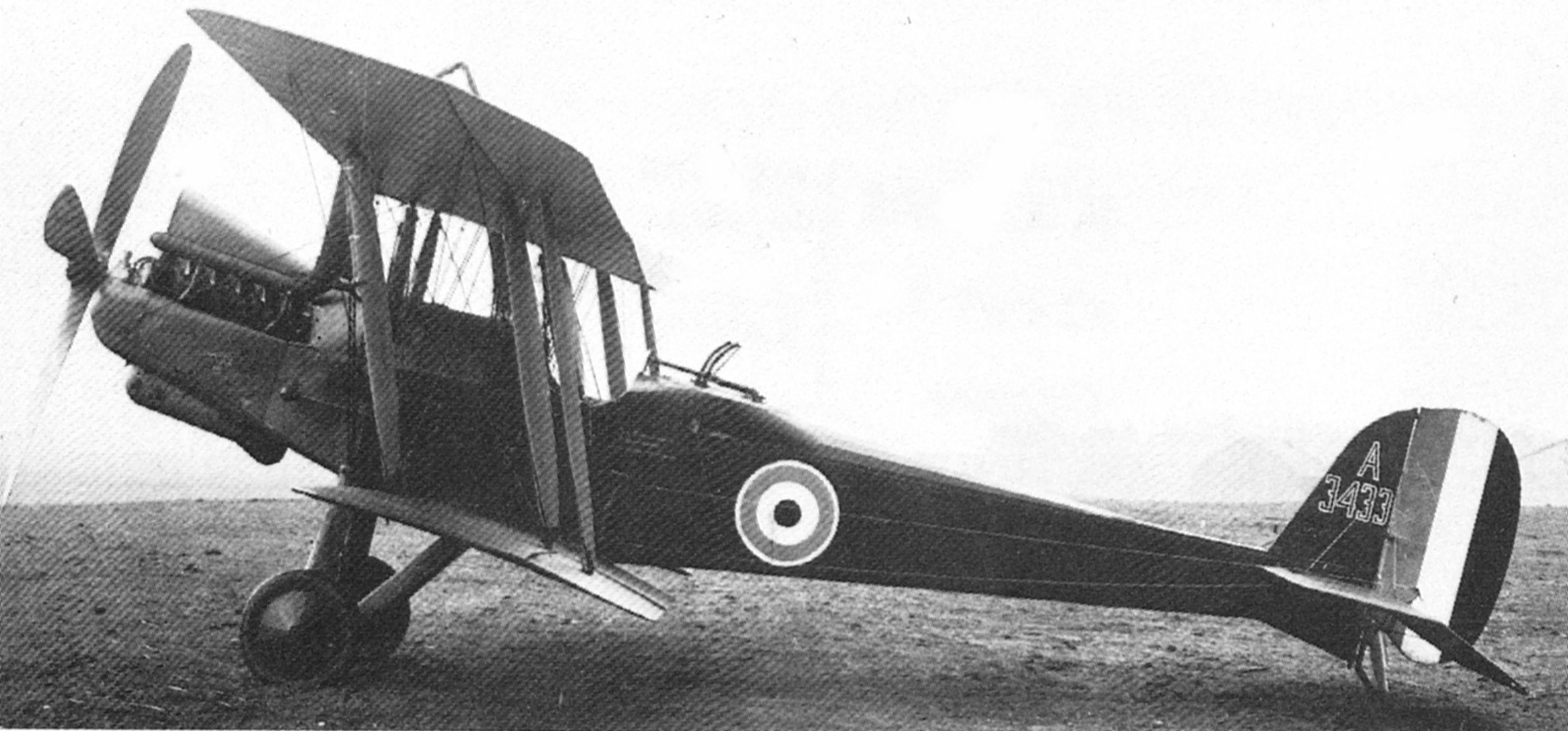
R.E.8 de producción temprana con el empenaje pequeño. No tiene capota en el cárter.

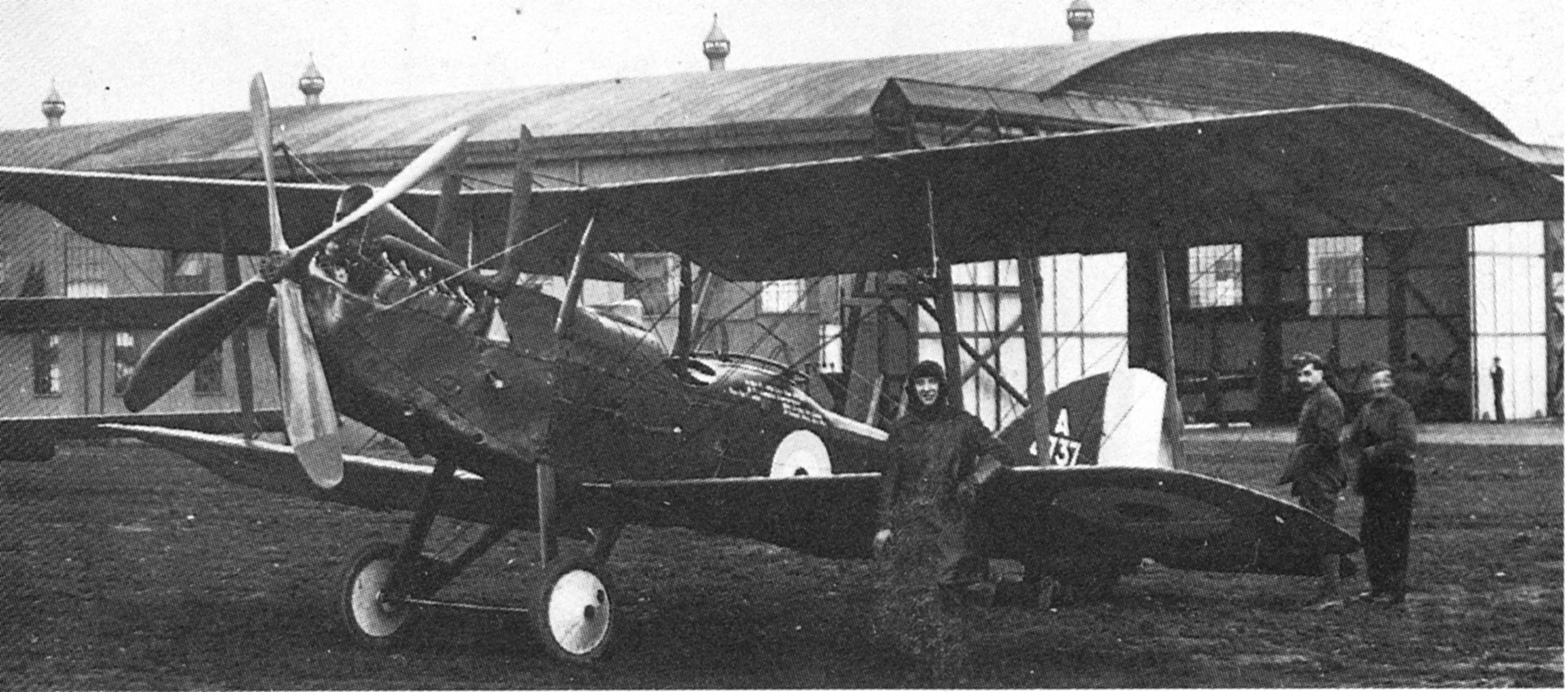
R.E.8 con empenaje agrandado, en una unidad de entrenamiento.

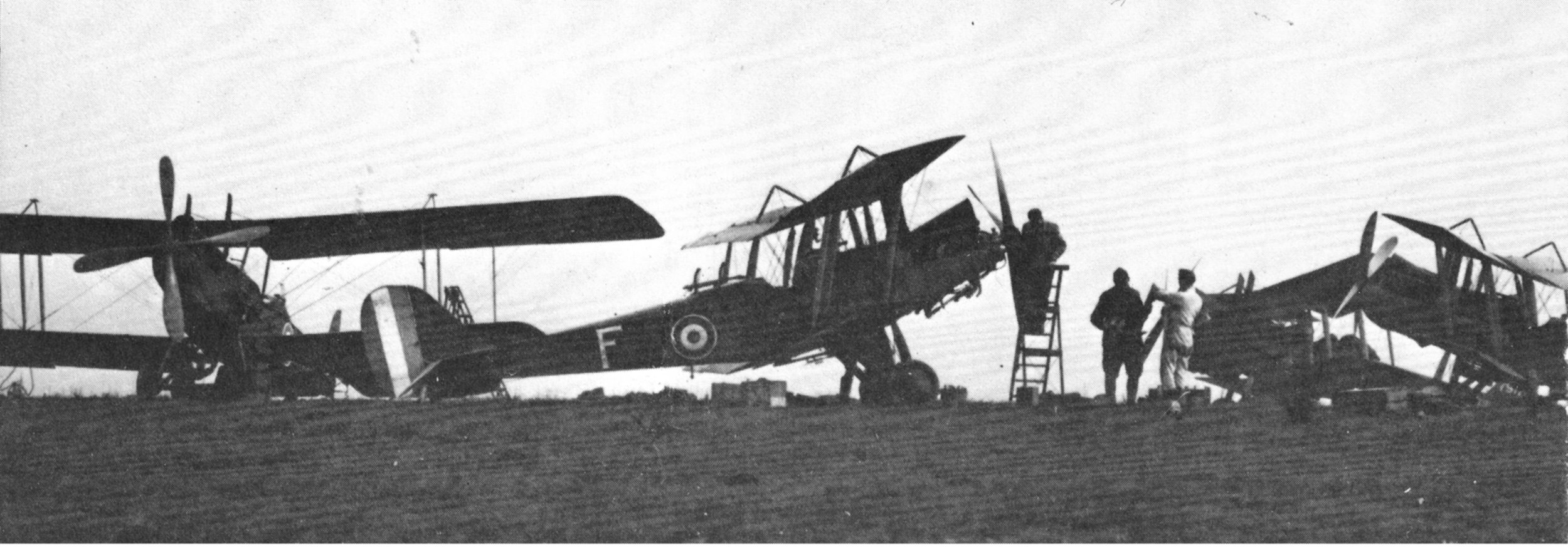
R.E.8 del No 3 Sqn del AFC.

Tan pronto como en marzo de 1916, parece que el diseño ya había sido definido en su mayor parte; las características incluían la selección del motor V-12 refrigerado por aire Royal Aircraft Factory 4a (capaz de dar 140 hp) para propulsar el modelo, junto con una considerable aleta y timón. Durante los primeros procesos de diseño, un empenaje más pequeño sustituyó al original, un paso que más tarde causó controversia. A principios de abril de 1916 se había completado una maqueta del R.E.8, y la construcción de un par de prototipos estaba en marcha. El 16 de junio de 1916, el primero de estos prototipos fue presentado para su inspección final prevuelo, en adelanto al primer vuelo del modelo.
El 17 de junio, el primer vuelo de pruebas del R.E.8 fue realizado por F. W. Goodden. Goodden realizaría todos los primeros vuelos del modelo; el 1 de julio, Sefton Brancker fue transportado por Goodden en el modelo hasta Hounslow, Londres. El 16 de julio, el segundo prototipo, acabado con una hélice de diseño diferente, realizó su primer vuelo. Durante finales de julio del mismo año, el segundo de los dos prototipos fue enviado a Francia para realizar pruebas de servicio, siendo los resultados muy exitosos, con las tripulaciones estando en general bastante favorablemente impresionadas. Durante agosto, el segundo prototipo regresó a Farnborough, Hampshire, donde se le realizaron modificaciones basadas en sus experiencias en Francia.
El R.E.8 poseía una estructura convencional de madera arriostrada por cable y recubierta de tela, junto con una disposición alar de envergaduras desiguales. La instalación motriz recordaba mucho a la del B.E.12, completada con la misma gran entrada de aire y tubos de escape de igual manera montados verticalmente, sobresaliendo por encima del ala superior para llevar los humos lejos de la tripulación. Aparte de la disposición de las cabinas, la principal diferencia distinguible visualmente era que el motor estaba ligeramente inclinado hacia arriba, para mejorar las características de despegue y aterrizaje. Los R.E.8 de producción temprana eran más o menos idénticos a los prototipos.
El R.E.8 adoptaba un juego de alas de un solo vano de envergadura desigual, idénticas a las del anterior B.E.2e; aunque la envergadura (y con ello la superficie alar) había sido incrementada ligeramente por el uso de una sección central superior más ancha, y unas alas embrionarias inferiores a juego. En el B.E.2e, estas alas funcionaban para mantener la estabilidad del B.E.2c mientras proporcionaban al avión mayores niveles de maniobrabilidad; aunque las grandes extensiones del ala superior aumentaron los temores de que tuvieran tendencia a colapsar si el avión picaba muy pronunciadamente, lo que no ayudaba a crear confianza en el mismo. Varias otras características, como la cola, también eran idénticas a las usadas previamente en el B.E.2e.
Para el propósito de hacer al R.E.8 menos cansado de pilotar, los controles del piloto incluían una rueda para ajustar la incidencia del plano de cola en vuelo y se proporcionó una primitiva forma de compensador del timón (aplicada a la barra del mismo) para aliviar la presión constante necesaria para contrarrestar el par generado por la hélice. Se instalaron controles básicos de vuelo en la cabina del observador, que se podían plegar cuando no se usaban; estaban conectados a los elevadores, al timón y al acelerador, pero no a los alerones, y estaban destinados a dar a los observadores la oportunidad de realizar un aterrizaje forzoso si el piloto resultaba muerto o incapacitado, en lugar de ofrecer unos controles dobles verdaderos.
Aunque no estaba tan falto de potencia como el B.E.2, el R.E.8 todavía estaba incapacitado por una planta motriz menos que adecuada, y un ejemplar remotorizado con el motor Hispano-Suiza fue proyectado como R.E8a desde una etapa muy temprana. La capota diseñada para el motor refrigerado por líquido recordaba mucho a la del B.E.12b o a la del S.E.5a. El suministro de motores Hispano-Suiza, requeridos más urgentemente para otros modelos, nunca permitiría la producción del R.E.8a, aunque se construyó un prototipo y realizó pruebas durante diciembre de 1916. Los planes para montar motores Rolls-Royce, como el Eagle o el Falcon también resultaron abortados, por la misma razón. Esos motores eran escasos de forma crónica y estaban reservados para varios otros modelos del servicio británico, incluyendo al Airco DH.4 y al Bristol Fighter.

### Producción
Durante agosto de 1916 se comenzó la producción de un lote inicial de 50 aviones por la Royal Aircraft Factory misma. El 25 de agosto se firmó un contrato con Austin Motors para la fabricación de 100 R.E.8; el 30 del mismo mes, también se contrató a Siddeley-Deasy para producir 100 ejemplares más. En septiembre del mismo año, la producción a plena escala ya estaba bien encaminada. A finales del mismo mes se habían ordenado otros 850 R.E.8 a una variedad de constructores. En diciembre, los primeros R.E.8 producidos por contratistas comenzaron a aparecer.
El mecanismo interruptor Vickers-Challenger y el anillo Scarff todavía eran escasos, siendo requeridos para el Sopwith 1½ Strutter y otros modelos; por ello, unos pocos de los primeros R.E.8 fueron construidos con un montaje de pilar para el arma del observador como medida interina. Se había diseñado una alternativa para la Vickers sincronizada del piloto, consistiendo en una ametralladora Lewis fija con placas deflectoras instaladas en la hélice, aunque nunca se usó; siendo montada una Vickers para el piloto en el lado de babor del fuselaje en una posición similar a la del B.E.12, primero sincronizada con el mecanismo Vickers-Challenger y luego por el mejorado mecanismo hidráulico Constantinesco. Las fotografías de esta instalación armamentística dejan claro que la palanca de amartillado de la ametralladora Vickers era fácil de alcanzar para el piloto y que una mira normal Aldis se montaba a menudo en el parabrisas del piloto, desmintiendo las declaraciones de que el arma de tiro frontal no podía ser apuntada correctamente debida a su posición, aunque la falta de estandarización complicaba el mantenimiento en los escuadrones operativos.
En total, se construyeron 4077 R.E.8; otros 353 aviones más que habían sido ordenados, fueron cancelados como consecuencia del armisticio. Solo un puñado de aviones de producción fue completado realmente por la Royal Aircraft Factory; en su lugar, la mayor parte del trabajo fue derivado a varias compañías privadas, que fueron responsables del modelo durante su vida  productiva, incluyendo Austin Motors, Daimler, Standard Motors, Siddeley-Deasy y la Coventry Ordnance Works.

## Historia operacional

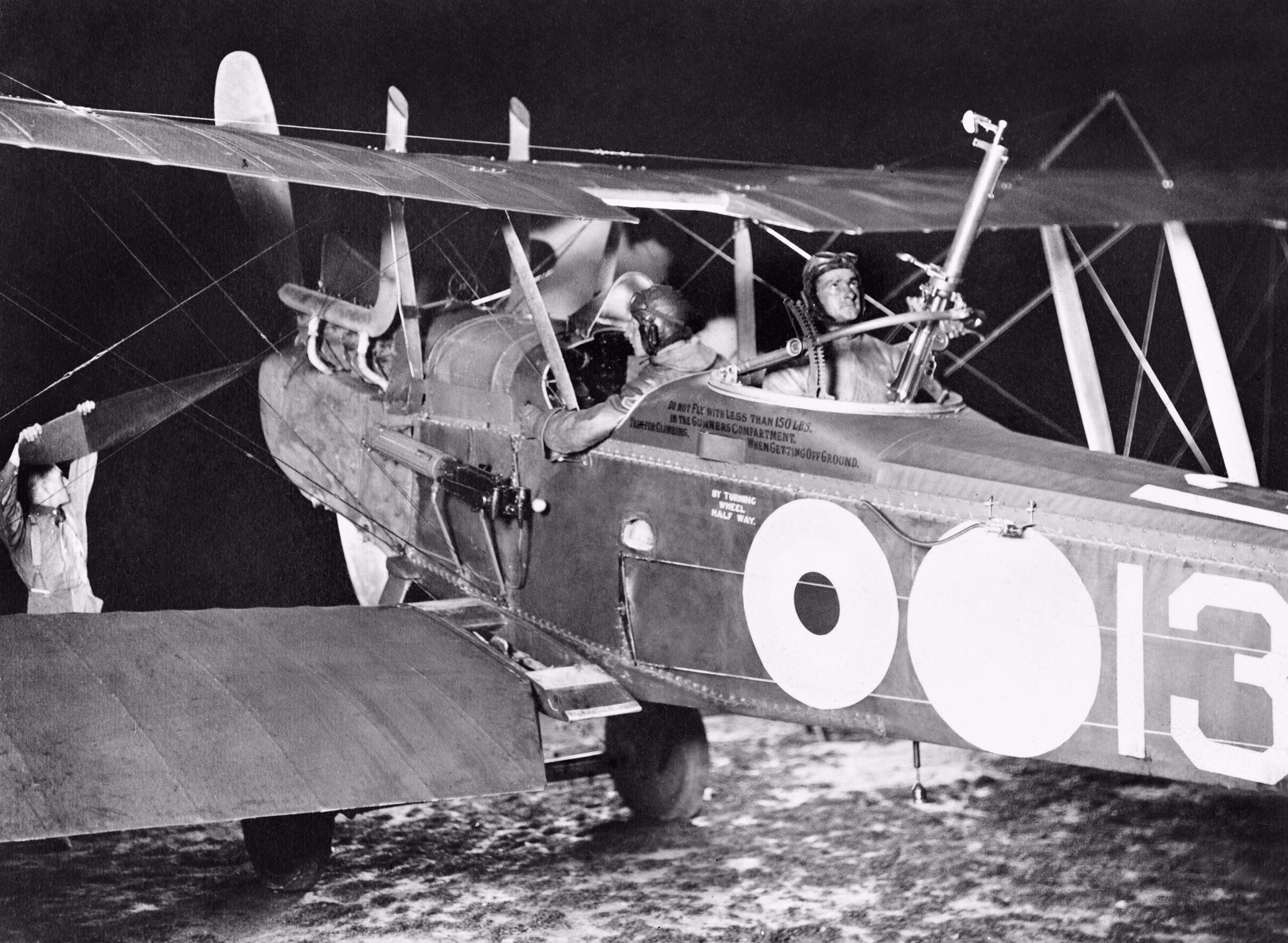
Preparándose para un despegue nocturno.

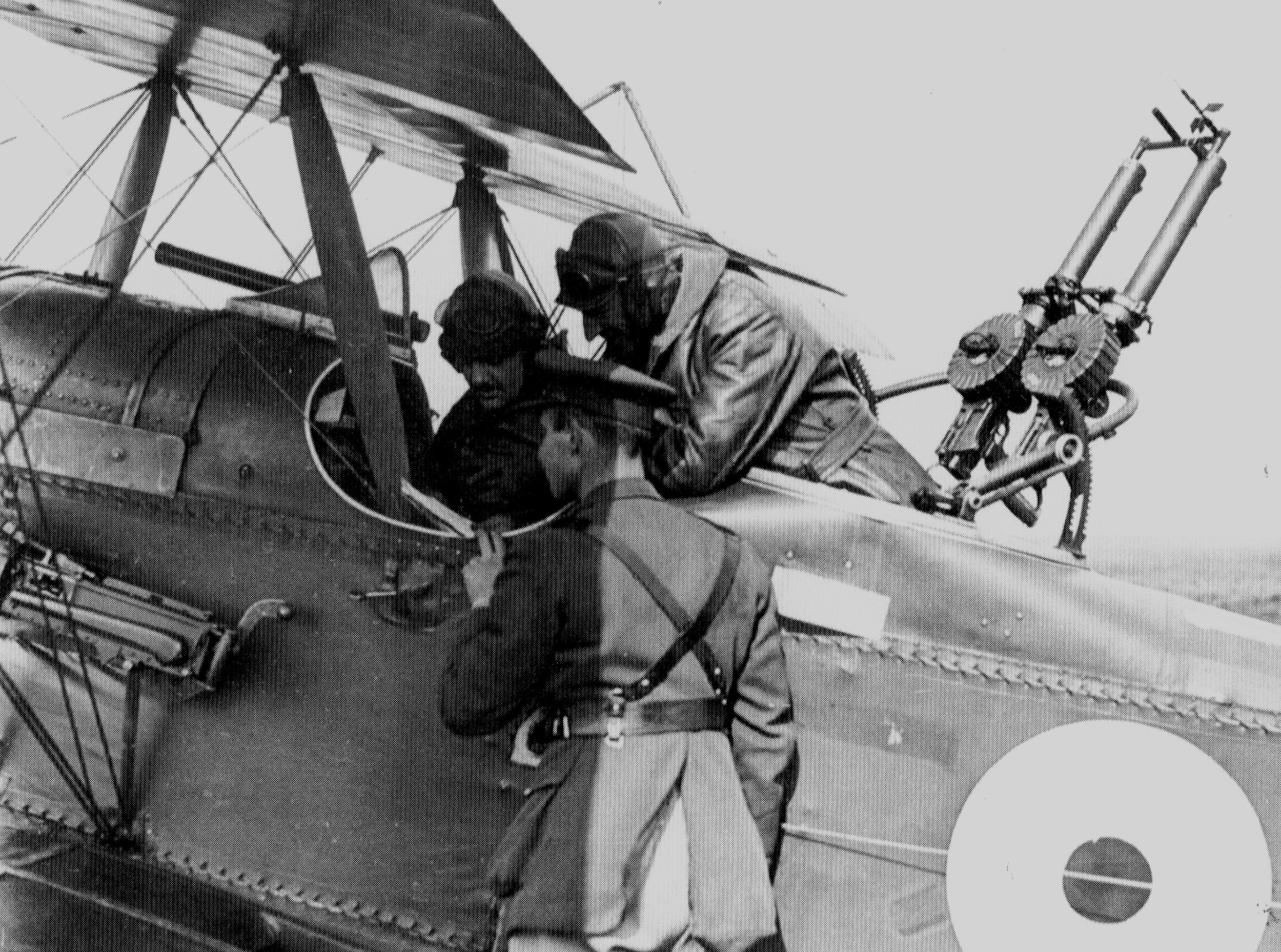
Una tripulación de R.E.8 recibe instrucciones antes de una misión.

Los primeros aviones de producción llegaron al 52 Squadron del Real Cuerpo Aéreo (RFC) en Francia en noviembre de 1916. Los inexperimentados pilotos del 52 Squadron encontraron sus nuevas monturas bastante peligrosas y varios resultaron muertos en barrenas provocadas por entradas en pérdida cuando intentaban aterrizar; estuvieron muy agradecidos de volver a los B.E.2c por intercambio de aviones con el 34 Squadron en enero de 1917. Los pilotos experimentados tuvieron menos problemas con el nuevo modelo y el reequipamiento de los escuadrones de B.E.2 continuó. Las notas de piloto para el R.E.8, preparadas en campaña, llamaban la atención sobre el hecho de que tenía una velocidad de aterrizaje mayor que la del B.E.2 (poco sorprendente, ya que era más pesado y tenía casi la misma superficie alar) y que casi no daba aviso de entrada en pérdida. Esto parece haber sido la fuente de la mayoría de las quejas relativas a las “astucias” del modelo.
La Royal Aircraft Factory realizó pruebas de barrena con el modelo, concluyendo que el R.E.8 era bastante difícil de entrar en barrena y que se recuperaba fácilmente; pero el empenaje fue rediseñado con un área ligeramente mayor para mejorar la recuperación de barreras. La modificación resultó en que la versión de producción no era menos estable que el B.E.2e; y mientras esto era una ventaja para la observación artillera y la fotografía, le daba al R.E.8 pocas oportunidades de superar en maniobra a los cazas enemigos. Varios R.E.8 usados como entrenadores fueron equipados con un empenaje aún más grande. Algunos pilotos volaban el R.E.8 con el depósito de combustible de reserva vacío (o incluso llenado con fluido extintor de incendios) para evitar la tendencia percibida del R.E.8 a incendiarse cuando se estrellaba. Ninguna de esas medidas habría hecho “más seguro” al avión, si el problema era una de las pobres características de entrada en pérdida. Varios pilotos que volaron el modelo mencionaron que no tuvieron problemas, pero que se cuidaban de mantener la velocidad bien por encima del punto entrada en pérdida.
Los R.E.8 comenzaron a llegar al frente en cantidad justo cuando el periodo de superioridad aérea alemana conocido como “Abril Sangriento” estaba cobrando un alto precio a todos los modelos del RFC; y los primeros servicios no fueron propicios. El 13 de abril de 1917, seis R.E.8 del 59 Squadron fueron enviados a una misión de foto reconocimiento de largo alcance, perdieron a sus previstos escoltas y se encontraron con los selectos pilotos de caza del Jasta 11, que los derribaron a todos en 5 minutos.
La tasa de bajas en los escuadrones de R.E.8 se hizo más sostenible cuando nuevos modelos de caza aliados recuperaron la superioridad aérea y el entrenamiento de los pilotos y las tácticas fueron mejorados. Aunque nunca fue un aeroplano popular, fue razonablemente satisfactorio para las tareas solicitadas de él, incluso se le recuerda con cierto afecto, ganándose el apodo en rima “Harry Tate” (por un popular artista de variedades  de la época). Algunas tripulaciones volaron sus lentas e incómodas monturas bastante agresivamente; el as de caza alemán Eduard Ritter von Dostler fue derribado por un R.E.8 del 7 Squadron, mientras el 3 Squadron del Cuerpo Aéreo Australiano (AFC) fue acreditado con 50 victorias aéreas en 12 meses de operaciones. Los tenientes Pithey y Rhodes del 12 Squadron fueron los tripulantes de R.E.8 más exitosos en el combate aire-aire, siendo acreditados con 12 victorias.
Aunque complementado por otros modelos, el R.E.8 permaneció como el avión estándar del RFC para la observación artillera, la fotografía aérea y el reconocimiento general de corto alcance durante el resto de la guerra, equipando 18 escuadrones del RFC en 1917 y 19 escuadrones en 1918. Bélgica fue el único otro país, aparte del Reino Unido y sus Dominios, que operó el R.E.8 durante la Primera Guerra Mundial, recibiendo 22 unidades en julio de 1917. Como mínimo, algunos ejemplares belgas fueron equipados con motores Hispano-Suiza, con una capota de estilo SPAD, el lugar de la capota de estilo del S.E.5a del R.E.8a.
Se esperaba poder reemplazar el R.E.8 con una versión del Bristol Fighter propulsada por el motor Sunbeam Arab, pero la combinación demostró no tener éxito y pocos “Arab Bristol” fueron construidos. Unos pocos escuadrones de R.E.8 fueron dotados con uno o dos F.2b estándares (con motor Falcon) en las últimas semanas de la guerra. En noviembre de 1918, el R.E.8 fue considerado como totalmente obsoleto y los ejemplares supervivientes fueron rápidamente retirados tras el armisticio. Tampoco fue un modelo popular entre los propietarios privados que compraron aviones de la RAF excedentes tras la guerra, y ningún R.E.8 entró en el registro civil.

## Variantes
R.E.8
Avión estándar de propósitos generales, propulsado por un motor RAF 4a de 104 kW  (140 hp).
R.E.8a
Conversión de un R.E.8 con motor Hispano-Suiza de 149 kW (200 hp) con una capota cuadrada del modelo del S.E.5 (o B.E.12b). No hubo producción debido a la escasez de motores Hispano. Como mínimo, algunos de los R.E.8 suministrados a Bélgica también fueron remotorizados con Hispano (en este caso con una capota que recordaba a la de los SPAD tardíos).
R.E.9
R.E.8 modificado con alas de misma envergadura similares a las del B.E.2c/d y el empenaje y timón más grandes instalados en algunos R.E.8 de unidades de entrenamiento. Dos ejemplares fueron convertidos en 1917, pero no mostraron ventajas sobre el R.E.8 estándar (el régimen de ascenso y la maniobrabilidad eran peores) y no hubo producción.
Siddeley-Deasy R.T.1
Desarrollo del R.E.8 con alas de igual envergadura de nuevo diseño.

## Operadores

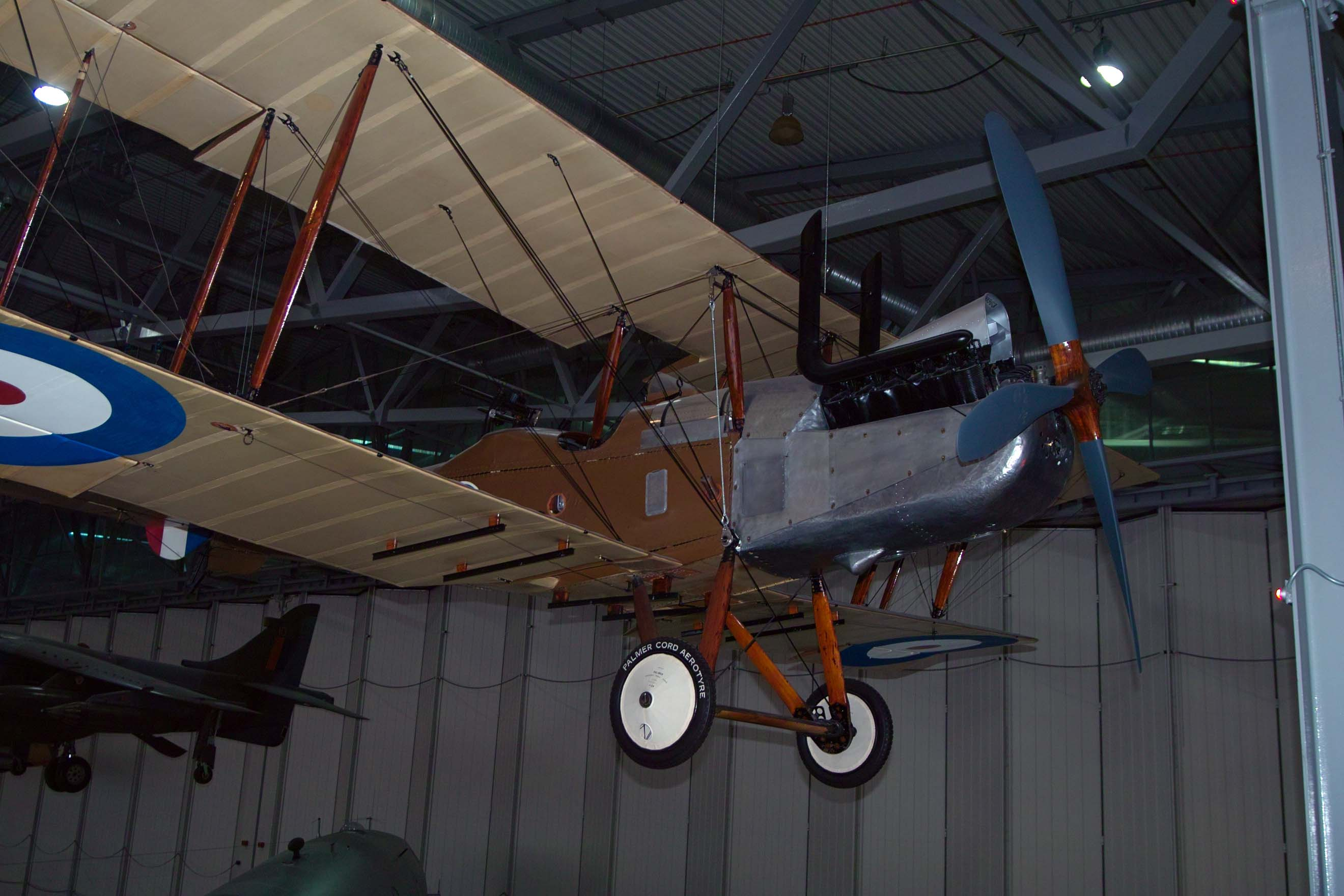
R.E.8 F3556 preservado en el Museo Imperial de Guerra de Duxford.

Australia
- Cuerpo Aéreo Australiano

 Bélgica
- Aviation Militaire Belge

 Estonia
- Fuerza Aérea Estonia[23]

 Reino Unido
- Real Cuerpo Aéreo

 Unión Soviética

## Supervivientes

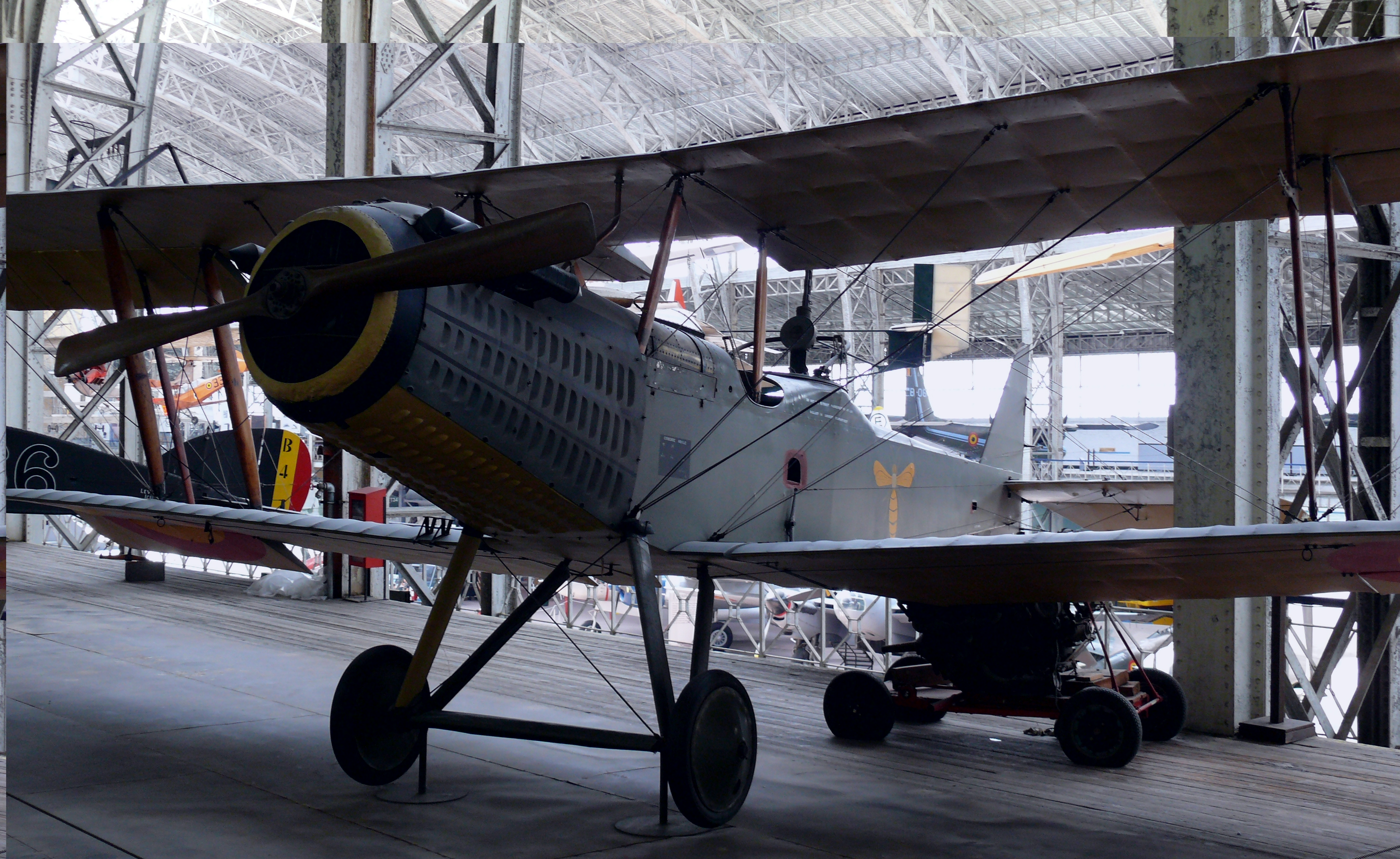
R.E.8 belga con motor refrigerado por agua Hispano-Suiza con capota revisada.

Sólo sobreviven dos R.E.8 originales de la Primera Guerra Mundial.
La restauración del R.E.8 de matrícula F3556 en el Museo Imperial de Guerra de Duxford fue completada en 2004. Este avión, construido por Daimler, llegó a Francia el día del armisticio, todavía en su cajón de transporte original. Actualmente está exhibido suspendido el tejado del hangar AirSpace en Duxford.
El otro R.E.8 superviviente es una antigua máquina de la Aviation Militaire Belge preservada en el Museo Aéreo de Bruselas. Está equipado con el usual motor Hispano-Suiza típico de los R.E.8 del servicio belga, con la típica capota de estilo SPAD y radiador frontal circular.
El Royal Air Force Museum en Hendon posee una réplica de R.E.8 a tamaño real, que fue construida por The Vintage Aviator Ltd (TVAL) en Nueva Zelanda en 2011. Está equipado con un motor RAF 4a de “nueva construcción” y fue volando en pruebas exitosamente en Masterton, Nueva Zelanda, el 1 de enero de 2012, con la matrícula ZK-TVC. Desmontado y enviado por barco al Reino Unido, fue reensamblado en The Shuttleworth Collection en el Old Warden Airfield en junio del mismo año y realizó una serie de vuelos pintado como A3930 del No. 9 Squadron del Real Cuerpo Aéreo, antes de ser enviado por carretera a Hendon en noviembre. Actualmente está en exhibición estática en la Grahame-White Factory.

## Especificaciones
Referencia datos: The Royal Aircraft Factory

### Características generales
- Tripulación: Dos (piloto y observador/artillero)
- Longitud: 8,5 m (27,9 ft)
- Envergadura: 13 m (42,6 ft)
- Altura: 3,5 m (11,4 ft)
- Superficie alar: 35,1 m² (377,5 ft²)
- Peso vacío: 818 kg (1802,9 lb)
- Peso cargado: 1215 kg[2]
- Peso máximo al despegue: 1301 kg (2867,4 lb)
- Planta motriz: 1× motor lineal V-12 refrigerado por aire RAF 4a.
  - Potencia: 100 kW (138 HP; 136 CV)
- Hélices: De cuatro palas de madera de paso fijo

### Rendimiento
- Velocidad máxima operativa (Vno): 166 km/h (103 MPH; 90 kt)
- Velocidad de entrada en pérdida (Vs): 76 km/h (47 MPH; 41 kt)
- Alcance: 4 h, 15 min
- Techo de vuelo: 4100 m (13 451 ft)
- Tiempo a altitud: 21 min para 1981 m (6500 pies)

### Armamento
- Ametralladoras: 

  - 1x Vickers de 7,7 mm de fuego frontal
  - 1 o 2x Lewis de 7,7 mm en cabina trasera
- Bombas: 

  - Hasta 102 kg

## Aeronaves relacionadas

### Aeronaves similares
- Rumpler C.I
- Albatros C.III
- Royal Aircraft Factory B.E.2

### Secuencias de designación
- Secuencia R.E._ (interna de Royal Aircraft Factory (Reconnaissance Experimental)): ← H.R.E.3 - R.E.5 - R.E.7 - R.E.8 - R.E.9